# Hadena albicincta
Hadena albicincta là một loài bướm đêm trong họ Noctuidae.